# Be Like Others
Be Like Others (traduzido literalmente como: Ser Como os Outros), conhecido também como Transsexual in Iran, é um documentário de 2008 escrito e dirigido por Tanaz Eshaghian que trata sobre transexuais no Irã. O documentário explora questões de gênero e identidade sexual enquanto acompanha as histórias pessoais de alguns dos pacientes de uma clínica de mudança de sexo em Teerã. O filme foi apresentado no Festival Sundance de Cinema e no Festival Internacional de Cinema de Berlim, ganhando três prêmios nos dois eventos.

## Visão geral
Embora as relações homossexuais sejam ilegais (punível com a morte) no Irã, cirurgias de redesignação sexual são permitidas. Em 1987, o líder islâmico Ruhollah Khomeini passou uma fatwa permitindo cirurgias de mudança de sexo, argumentando que elas serviam como uma cura para "transexuais diagnosticados". Be Like Others mostra as experiências de pacientes do sexo masculino e feminino no Centro Cirúrgico Mirdamad Dr. Bahram de Mir-Jalali, um clínica de reatribuição sexual em Teerã. um deles é Ali Askar, um homem de 24 anos de idade que enfrenta o assédio de outros homens devido à sua aparência e comportamento femininos. Ele não quer se tornar uma mulher, mas não vê outra opção para ele na sociedade iraniana. Ali Askar decide ir em frente com a cirurgia, apesar das ameaças de morte advindas de seu pai, e encontra o apoio de Vida, uma transexual pós-operada que ele encontra na clínica. No final do filme, Ali tornou-se uma mulher chamada Negar, que foi deserdada por sua família, passou por tratamento contra depressão e teve que trabalhar como prostituta. Anoosh é outro jovem, com vinte anos, que foi condenado ao ostracismo devido à sua feminilidade. Seu namorado se sente mais confortável quando Anoosh se veste como uma mulher, e em contraste com Ali, a mãe de Anoosh apoia seu desejo de mudar de sexo. O final do filme mostra Anoosh — agora Anahita — feliz e noiva de seu namorado. No entanto, seu namorado tornou-se cada vez mais distante desde que Anahita realizou sua cirurgia.
Ao longo do filme, os pacientes da clínica de reatribuição sexual afirmam que eles não são homossexuais, vendo a homossexualidade como algo que é vergonhoso e imoral. A opinião de Eshaghian é que esta vergonha é a força motriz por trás da decisão de tantos iranianos em decidir mudar seu sexo. Ela diz que a identificação como transexual em vez de homossexual lhes permite viver livre dos assédios da sociedade iraniana.